# Billy Warlock
Billy Warlock (* 26. März 1961 in Gardena, Kalifornien) ist ein US-amerikanischer Schauspieler.

## Leben
Warlock begann seine Karriere als Stuntman und kam so in einer Folge von Robin Williams’ Sitcom Mork vom Ork als dessen Stunt-Double vor, bevor er zur Schauspielerei überging. Sein Vater Dick Warlock ist ebenfalls Stuntman.
Billy Warlock wurde durch die Serie Baywatch bekannt, in der er in den ersten beiden Staffeln die Figur Eddie Kramer spielte. Zum Reunion-Film Baywatch – Hochzeit auf Hawaii im Jahr 2003 sowie in einer Folge des Ablegers Baywatch Nights im Jahr 1996 nahm er seine zuvor angestammte Baywatch-Rolle nochmal auf. 
Vor seiner Zeit als Rettungsschwimmer am Strand von Malibu war er auch schon in der neunten und zehnten Staffel der Sitcom Happy Days zu sehen. Anschließend begann Warlock mit seiner Tätigkeit bei den US-amerikanischen Seifenopern, indem er bei Zeit der Sehnsucht von 1986 bis 1988, sowie von 1990 bis 1991 und nochmals von 2005 bis 2006 die Rolle des Frankie Brady verkörperte. Auch in der Seifenoper General Hospital spielte er mit. Vom Juni 1997 bis Dezember 2003 sowie nochmals 2005 hatte er dort die Rolle des A. J. Quatermaine solange inne, bis seine Rollenfigur schließlich ermordet wurde. Am 7. Mai 2007 übernahm er schließlich in seiner dritten Seifenoper eine Rolle. Bei Schatten der Leidenschaft verkörperte er Ben Hollander, wurde jedoch schon kurz darauf wieder entlassen. Am 17. August 2007 war er letztmals in dieser Fernsehserie in den Vereinigten Staaten zu sehen. Außerdem war er noch in der Detektivserie Hat Squad zu sehen, in der er die Rolle des Matt Mathesson von 1992 bis 1993 übernahm.
Billy Warlock war von 1985 bis 1987 mit der Schauspielerin Marcy Walker (California Clan) verheiratet. Während seiner Baywatch-Zeit war er mit Kollegin Erika Eleniak liiert. Seit August 2006 ist er mit Julie Pinson verheiratet.

## Filmografie (Auswahl)
- 1981: Halloween II – Das Grauen kehrt zurück (Halloween II)
- 1982–1983: Happy Days (Fernsehserie, 13 Folgen)
- 1986–2007: Zeit der Sehnsucht (Days of our Lives, Fernsehserie, 187 Folgen)
- 1987: Full House (Rags to Riches, Fernsehserie, 2 Folgen)
- 1989: 21 Jump Street – Tatort Klassenzimmer (21 Jump Street, Fernsehserie, eine Folge)
- 1989: Dark Society
- 1989–1992: Baywatch – Die Rettungsschwimmer von Malibu (Baywatch, Fernsehserie, 42 Folgen)
- 1997–2003: General Hospital (Fernsehserie, 236 Folgen)
- 1997: Steel Sharks – Überleben ist ihr Ziel (Steel Sharks)
- 2003: Baywatch – Hochzeit auf Hawaii (Baywatch – Hawaiian Wedding, Fernsehfilm)
- 2004: Sea Ghost (The Thing Below)
- 2007–2008: Schatten der Leidenschaft (The Young and the Restless, Fernsehserie, 32 Folgen)
- 2010: Jung und Leidenschaftlich – Wie das Leben so spielt (As the World Turns, Fernsehserie, 15 Folgen)
- 2010: Liebe, Lüge, Leidenschaft (One Life to Live, Fernsehserie, 18 Folgen)